# طخفة
هضبة طخفة هي هضبة تقع في ملتقى حدود محافظتي الدوادمي والرس، وكانت إحدى محطات طريق الحج البصري.